# Sora (Barcelona)
Sora es un municipio de la comarca de Osona, en la provincia de Barcelona, comunidad autónoma de Cataluña, España. Incluye los núcleos de población de Cussons y el Serradet.

## Demografía
Sora cuenta con una población de 219 habitantes (INE 2024).
| Gráfica de evolución demográfica de Sora entre 1842 y 2021                                                            |
| |
| Población de derecho según los censos de población del INE. Población de hecho según los censos de población del INE. |

| 1900 | 1930 | 1950 | 1970 | 1981 | 1986 | 2006 |
| ---- | ---- | ---- | ---- | ---- | ---- | ---- |
| 453  | 595  | 553  | 357  | 268  | 228  | 213  |

## Comunicaciones
La carretera local BV4655 comunica la capital municipal con la C-17. Los núcleos de Cussons y el Serradet, al sur del término municipal están conectados con San Quirico de Besora y la C-17 y con San Agustín de Llusanés por la carretera local BV4654.

## Economía
Agricultura de secano, ganadería e industria.

## Historia
La iglesia de San Pedro de Sora aparece documentada por primera vez en el acta de consagración de la iglesia de San Quirico de Besora (Sanctum Petrum de Saura), así como las de San Pedro del Pla y San Pedro del Puig (usque ad parroquiam sancti Petri de Plano et Sancti Petri de Podio). En un documento del año 960 aparece citado el castillo de Duocastella y varias villas y alodios del término.

## Lugares de interés
- Ruinas del castillo de Duocastella o Rocafiguera.
- Iglesia de San Pedro de Sora, de origen románico, reformada en el siglo XVII.
- Iglesia de San Juan del Noguer, de estilo románico.
- Iglesia de San Pedro del Puig, de estilo románico.